# خيط أحمر (قبالة)

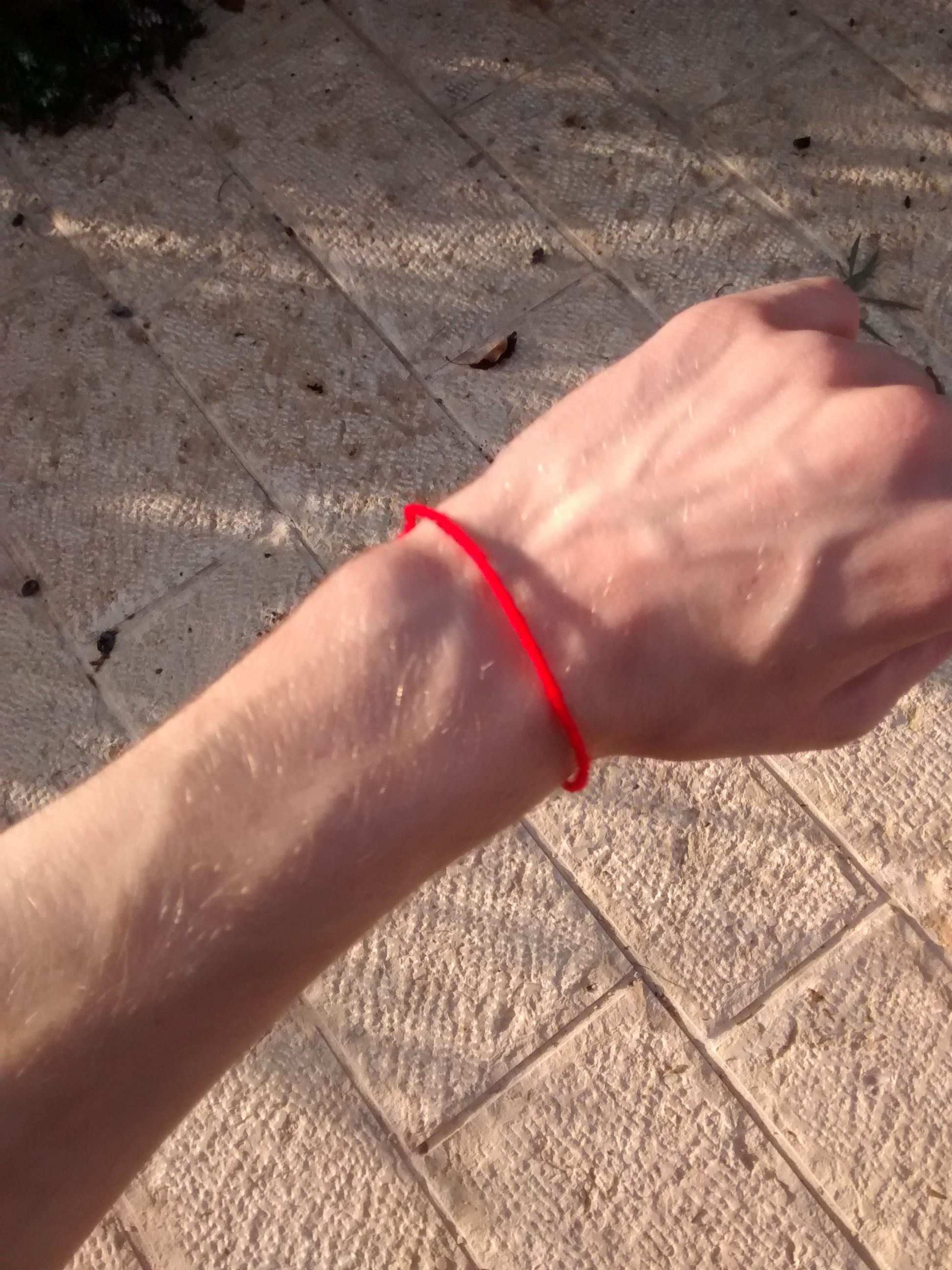
الخيط الأحمر في معصم شاب (الصورة مُلتقطة بالقرب من حائط البراق في القدس بفلسطين

الخيط الأحمر ويُعرف كذلك باسمِ السلسلة القُرمزيّة (بالعبرية: חוט השני) هي تميمة يهودية أو بالأحرى عُرفٌ شعبي يستعملهُ معتنقي الديانة اليهوديّة كوسيلة لدرء سوء الحظ الناجمِ عن العين الشريرة (بالعبرية: עין הרע). يترافقُ هذا التقليد الشعبي مع طائفة القبالة وباقي الأشكال أو الطوائف الدينية اليهودية. عادة ما تُصنع السلسلة الحمراء من قرمزيات رقيقة أو من الصوف والخيط وتُلبس مثل سوار فِي معصم اليد اليُسرى.

## المعتقدات التقليدية
تحظى السلسلة الحمراء/الخيط الأحمر بشهرة في كثير من المعتقدات الشعبية بمَا في ذلك الهندوسيّة وكذا في القبالة حيث تتوفر هذه الأخيرة على مجموعة من الكتب والمراجع التي تذكر معلومات حول ربط الخيط الأحمر في معصم اليد من أجل الحماية من الشر والحسد وغير ذلك وحسب بعض المصادر فإنّ هذه العادة قد ظهرت ما قبل الـ 1900 بقليل.

## الاتجاه الحديث

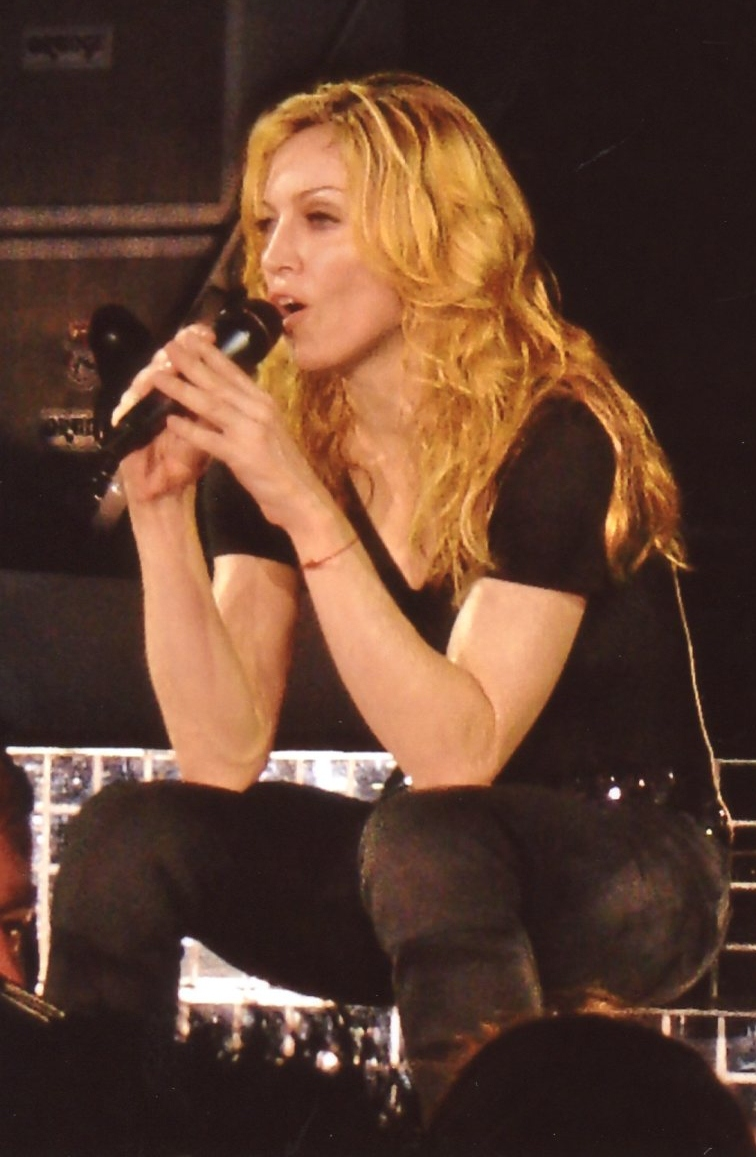
مادونا تؤدى اغنيتها خلال حفل موسيقى مرتدية السلسلة الحمراء

بات من الشائع اليوم العثور على كبار في السن منَ النّساء يبعونَ هاتهِ الخيوط الحمراء في إسرائيل/فلسطين المُحتلة كما تعرفُ هذه الشارات إقبالًا منَ الحجاج والسياح خاصة في البلدة القديمة من مدينة القدس. على الجانب الآخر وبعيدًا عن المُعتقدات الدينيّة فقد أصبحت السلسلة الحمراء شائعة في وسط المشاهير حيث سبق للمغنيّة الأمريكية مادونا أن ارتدتها رُفقة أطفالها ونفس الأمر بالنسبة للممثل ليوناردو دي كابريو وغيرهم.